# Carpatair
Carpatair er et regionalt flyselskab fra Rumænien. Selskabet er ejet af private investorer fra Rumænien, Sverige og Schweiz, og har hovedkontor i byen Ghiroda i den vestlige del af Rumænien. Carpatair har hub på Henri Coandă International Airport i Bukarest og Traian Vuia International Airport i Timişoara. Selskabet blev etableret i 1999 under navnet Veg Air.
Selskabet fløj i februar 2012 ruteflyvninger til 29 destinationer i otte lande. Deriblandt var der ruter til ti italienske og ni rumænske lufthavne. Flyflåden bestod af 13 fly med en gennemsnitsalder på 16.8 år. Heraf var der otte eksemplarer af Saab 2000, tre Fokker 70, samt to eksemplarer af Fokker 100 som de største fly i flåden med plads til 105 passagerer. Carpatair har et tæt samarbejde med Moldavian Airlines omkring fly, vedligeholdelse og logistik.